# Uurtaanjärvi
Uurtaanjärvi este o arie protejată (arie de protecție specială avifaunistică — SPA) din Finlanda întinsă pe o suprafață de 115 ha, integral pe uscat.

## Localizare
Centrul sitului Uurtaanjärvi este situat la coordonatele 61°00′10″N 23°49′46″E / 61.0028°N 23.8294°E.

## Înființare
Situl Uurtaanjärvi a fost declarat arie de protecție specială avifaunistică în august 1998 pentru a proteja 17 specii de animale.

## Biodiversitate
Situată în ecoregiunea boreală, aria protejată nu include niciun habitat protejat.
La baza desemnării sitului se află mai multe specii protejate de  păsări (17): rață-cu-cap-castaniu (Aythya ferina), rața moțată (Aythya fuligula), erete de stuf (Circus aeruginosus), lebădă de iarnă (Cygnus cygnus), șoimul rândunelelor (Falco subbuteo), găinușă de baltă (Gallinula chloropus), cufundar polar (Gavia arctica), cufundar mic (Gavia stellata), cocor (Grus grus), sfrâncioc roșiatic (Lanius collurio), pescăruș râzător (Larus ridibundus), corcodel-urechiat (Podiceps auritus), corcodel-cu-gât-roșu (Podiceps grisegena), cresteț pestriț (Porzana porzana), rață cârâitoare (Spatula querquedula), chiră de baltă (Sterna hirundo), fluierar de mlaștină (Tringa glareola).
Pe lângă speciile protejate, pe teritoriul sitului au mai fost identificate 9 specii de păsări, 1 specie de amfibieni, 2 specii de nevertebrate.